# Travenbrück
Travenbrück è un comune di 1.743 abitanti dello Schleswig-Holstein, in Germania.
Appartiene al circondario (Kreis) di Stormarn (targa OD) ed è parte della comunità amministrativa (Amt) di Bad Oldesloe-Land.